# Pavel Wroblewski
Pavel Olegovich Wroblewski (Павел Олегович Врублевский) né le 26 décembre 1978 à Moscou, est propriétaire et directeur général de la société de traitement ChronoPay. Il est également le fondateur de la société d’investissement RNP et un contributeur russe de Forbes sur les questions relatives à la blockchain, aux cryptomonnaies et à la cybersécurité. Il a également été impliqué dans diverses affaires pénales liées au piratage.

## Jeunesse et éducation
Pavel Wroblewski est né et a grandi à Moscou. À quinze ans, il étudie dans le cadre du programme d'échange d'étudiants américain Field Service en Norvège, puis étudie à l'Institut des langues étrangères, du nom de Maurice Thorez, d'où il passe au département de sociologie de l'Université d'État de Moscou et obtient son diplôme en 2001. Il a organisé sa première entreprise informatique à développer un logiciel de facturation pour les entreprises de télécommunications à l'âge de dix-huit ans.

## Carrière

### ChronoPay
En 2003, à 23 ans, il fonde la société ChronoPay B.V. En 2005, ChronoPay est entré sur le marché russe et en 2006, Wroblewski a reçu le prestigieux prix Runet,,. En trois ans, la société acquit une reconnaissance internationale en tant que l’une des principales entreprises de traitement à la pointe de la technologie. Bien que son siège se trouve à Amsterdam, ChronoPay est devenu un véritable leader du traitement des paiements par carte de crédit en Russie, contrôlant environ 25% de la part de marché. La liste des clients de la société comptait plusieurs sociétés russes ainsi que de grandes multinationales telles que Sony et Microsoft. La plupart des fondations caritatives et des organisations à but non lucratif russes utilisent également ChronoPay, notamment Greenpeace et la Croix-Rouge. La deuxième compagnie aérienne russe, Transaero, et le plus grand opérateur de téléphonie mobile du pays, MTS, comptaient également parmi ses clients. En 2011, ChronoPay avait cinq bureaux dans le monde; Moscou, Amsterdam, Barcelone et la Floride aux États-Unis et Riga en Lettonie. Il y avait deux franchises en Chine et une entreprise active au Brésil. En 2011, l'entreprise comptait plus de deux cents employés.

### L'impact de ChronoPay
L'impact de ChronoPay sur le secteur du traitement des cartes en ligne en Russie est indéniable. En fait, même aujourd'hui, la majeure partie du marché russe des paiements sur Internet repose entièrement sur d'anciens employés de ChronoPay, pour n'en nommer que quelques-uns: la plus grande banque russe - Sberbank, le système de monnaie électronique le plus populaire en Russie - Yandex.Money, associations de cartes, telles que Mastercard et bien d’autres. Des dizaines d’importantes banques d’État et d’autres fournisseurs de services de paiement dépendent tous d’anciens employés de ChronoPay, ce qui est comparable à l’impact de McKinsey & Company sur le conseil en gestion. Selon Russian Forbes, ChronoPay compte aujourd'hui jusqu'à 25% des entreprises les plus riches en matière de sociétés de capitalisation Web en Russie, y compris deux des quatre sociétés de cellules russes; MTS et Tele2.

### MP3search
En 2006, Wroblewski dirigeait la commission du commerce électronique du NAUET. La Commission a plaidé en faveur de la préservation du modèle existant de gestion collective du droit d'auteur sur Internet. Wroblewski était un partisan de l'une des plus grandes sociétés de gestion de droits de l'époque - FAIR.
En 2007, avec un bon ami et l’ancien producteur de T.A.T.U. Le groupe, Ivan Shapovalov, Wroblewski a acheté un magasin en ligne mp3search.ru et s'est activement engagé dans sa propre entreprise de mp3. T.A.T.U. est le seul groupe de musique russe dont la musique a été choisie comme musique officielle russe pour les Jeux olympiques de 2014. Shapovalov est resté un partenaire commercial de l'épouse de Wroblewski, Vera Wroblewski, une productrice russe. pendant longtemps un réseau social pour les musiciens avec elle.
Chronopay de Wroblewski servait le tristement célèbre magasin en ligne allofmp3.com, qui a été persécuté par la société internationale de gestion collective du droit d'auteur IFPI et accusé d'avoir violé les États-Unis lors des négociations sur l'adhésion de la Russie à l'OMC,,.
Allofmp3.com travaillait sous la licence de ROMS et donnait à cette organisation environ 50% des droits de licence,.

### Billets électroniques
En 2007, après l’apparition de billets d’avion électroniques en Russie, Wroblewski s’est engagé dans le traitement de cette question en organisant le projet E-Avia,. ChronoPay E-Avia, traitant les paiements pour la plupart des grandes compagnies aériennes (le plus grand des clients est Transaero), à l'exception d'Aeroflot.
En 2010, Wroblewski a proposé de créer un système national de réservation de billets d'avion (GDS) basé sur E-Avia. Il est prêt à transférer une participation majoritaire dans cette structure à Aeroflot. La proposition n'a pas trouvé de réponse. En conséquence, un seul GDS russe n'a jamais été créé. Après l'entrée en vigueur de la loi sur le stockage des données à caractère personnel des Russes sur le territoire de la fédération de Russie, la société d'État "RosTech" a été appelée de toute urgence à créer un système mondial de distribution de disques (GDS) (où les billets d'avion russes seront conservés),,.

### Groupe de travail avec le ministère des Communications pour la lutte contre le spam
En 2009, Pavel Wroblewski, membre du groupe de travail sur la lutte contre le spam relevant du ministère des Communications, a lancé une campagne contre son ancien partenaire, Igor Gusev le plus grand réseau de spam de partenaires à vendre Viagra Glavmed[réf. souhaitée].
Les experts s'accordent pour dire qu'après le début des poursuites pénales engagées contre Gusev et la fermeture du spam de Spamit en 2010, le niveau mondial de spam a diminué de moitié.

### Le journal financier
En 2012, Wroblewski a proposé le rachat du magazine "Hacker" de la maison d'édition GAMELAND. En outre, selon les médias,, en 2012, Wroblewski prépare un accord pour acheter la plus ancienne publication économique du pays - le Financial Newspaper (1915), publié conjointement avec le ministère des Finances de la RF.
Wroblewski a également fourni le soutien financier pour relancer la Finansovaya Gazette (le journal financier), le plus ancien journal financier de Russie, initialement dirigée par le ministère des Finances de la Russie fondé en 1914. Cette publication emblématique a publié plusieurs voix influentes de son histoire, dont Vladimir Lénine. Nikolai Vardul et Raf Shakirov, deux des journalistes financiers les plus respectés de Russie, ont travaillé avec Wroblewski et ont assumé la présidence de la publication au cours de son retour. Auparavant, Vardul et Shakirov étaient les rédacteurs en chef du Kommersant, le journal économique le plus connu de Russie. L’attachement de Wroblewski et de ChronoPay à la survie du journal a été jusqu’à loger le journal pendant un temps, en particulier au cours des difficultés économiques passées, alors que tout le journal résidait dans le bureau de ChronoPay.

### Plaidoyer pour le système national de paiement et le système national de réservation
Wroblewski a plaidé en faveur de la création d'un système national de paiement bien avant qu'il ne soit créé à la hâte en réaction aux sanctions. Wroblewski était si franc dans son plaidoyer que certains journalistes étrangers (Brian Krebs et Business Insider) avaient prédit à tort qu'il dirigerait le système en échange de la suppression de fausses allégations.
Le système de réservation national était aussi quelque chose qu'il a poussé pour et a finalement été créé par la société russe, Rostechnology.

### Un changement d'opinion conduit à soutenir Blockchain et Bitcoin
Quelques semaines avant que le Kremlin adopte publiquement Blockchain et Bitcoin, Pavel a fermement plaidé en faveur de la technologie de pointe et a annoncé de façon trompeuse la technologie de pointe qui allait devenir le contributeur russe de Forbes au développement révolutionnaire. Au départ, Wroblewski était très incertain du public de la nouvelle industrie, mais a finalement migré pour devenir l'un de ses plus fervents partisans.

### Confrontation avec le centre de sécurité de l'information du service de sécurité fédéral russe et réhabilitation
En 2007, Pavel Wroblewski a été soumis à la pression du Service central de la sécurité de la fédération de Russie chargé de la sécurité de l'information,. En 2010, il a accusé le CIS du FSB de Russie de trahison et de promotion du mythe de la cyber-menace russe et, en 2011, il a été arrêté à plusieurs reprises par des agents du FSB qui enquêtaient sur une cyber-attaque sur le système de paiement en ligne d'Aeroflot. Il a été reconnu coupable d'avoir orchestré la cyberattaque et condamné à une peine de deux ans et demi de prison en 2013, mais a bénéficié d'une libération conditionnelle anticipée après avoir purgé moins d'un an d'incarcération. En 2016, sur la base de documents fournis par Wroblewski, des officiers du FSB du CIS ont été arrêtés, pour haute trahison,,, ce qui a entraîné la fin de la coopération entre les États-Unis et la Russie. sur la cybercriminalité. En 2018, le tribunal a condamné le colonel Mikhailov du FSB du CIS à 22 ans de prison, son complice de Kaspersky Lab Ruslan Stoyanov à 14 ans de prison, le subordonné de Mikhailov m. Dokuchaev à 6 ans de prison et leur complice M. Fomchenkov à 7 ans de prison. M. Dokuchaev est séparément recherché par le FBI USA pour de présumées attaques informatiques sur Yahoo et le commerce illicite de produits pharmaceutiques.

### Attaques et critiques des médias
Wroblewski a été largement pris pour cible par le journaliste américain Brian Krebs. En fait, non seulement Krebs s'est-il concentré sur Wroblewski pour un article, il a écrit près de vingt-cinq articles à son sujet.
Krebs a bénéficié d'un soutien considérable de la part du FSB russe ainsi que des histoires positives écrites de Kaspersky Labs - le partenaire principal des États-Unis et de Krebs dans le scandale. Les États-Unis ont depuis résilié tous les contrats avec Kaspersky.
Selon Krebs, il y aurait eu une guerre de corruption interne entre Pavel et l'homme troublé qu'il aurait tenté de guider, Igor Gusev. Alors que Pavel l’avait enlevé des années plus tôt à la demande de la police russe pour le qualifier de meilleur spammeur au monde, il dirigeait maintenant l’un des meilleurs programmes d’affiliation de spam dans le monde vendant du faux Viagra. Gusev est devenu la principale source de Krebs contre Pavel et Gusev, maintenant exilé de Russie, cherchait à régler un point contre Pavel et à le préparer. Les révélations étaient entièrement basées sur les déclarations de Gusevs et sur les bases de données volées et piratées de ChronoPay. Wroblewski a publié ses propres recherches sur les origines des enquêtes menées par Brian Krebs et une autre chercheuse connue en cyber-sécurité, Kimberly Zenz, les accusant toutes deux de travailler pour le compte d'agences de renseignement américaines. Vrublevsky a comparé avec humour tant Krebs que Zenz avec les espions russes Boshirov et Petrov, désormais célèbres dans le monde entier, qui ont échoué,,.
En fin de compte, Wroblewski était le principal méchant du livre best-seller du New York Times du Krebs, Spam Nation. Cependant, les récents événements (arrestations du groupe de Mikhailov et accusations ultérieures du FBI aux États-Unis contre Dokuchaev) réfutent le récit de Kreb sur le rôle de Wroblewski.
Par exemple, le New York Times a noté que l'arrestation du groupe du FSB de Mikhailov «équivalait à une purge du leadership de la cyber-aile du principal service de renseignement russe au milieu du scandale du piratage électoral, une question ayant des implications immenses pour les relations entre la Russie et les États-Unis. . »Dans une interview au New York Times, Wroblewski a déclaré:« Ces gars-là vendaient aux États-Unis des contes de fées sur des personnes qui font des affaires, comme moi.
Dans une interview accordée à CNN, Wroblewski a ajouté: "Je pense que c'est une bonne chose pour les deux pays (la Russie et les États-Unis). Ces personnes sont directement responsables de la cyberhystérie qui a fini par aller jusqu'au scandale de l'ingérence électorale. Je suis très heureux que ce soit fini.",

### Colonne dans Forbes, déclarations sur des pirates informatiques russes
Depuis novembre 2016, il dirige une rubrique dans Forbes sur les paiements électroniques et les crypto-monnaies, en particulier la vulgarisation du bitcoin. Les déclarations de Wroblewski sur les pirates informatiques russes ont reçu un large écho. Au printemps et à l'été 2017, Wroblewski a transmis à un grand nombre de médias de premier plan dans le monde entier la preuve de la non-implication de pirates informatiques russes dans des attaques sur les serveurs du parti démocrate aux États-Unis,.

### Autres organisations
Dans différentes années, il a dirigé:
- La Commission anti-spam du groupe de travail sur le développement de l'Internet relevant du Ministère des communications de la fédération de Russie[54].
- Comité sur le commerce électronique au sein de l'Association nationale des participants au commerce électronique[55].
- Membre de RAEK[56].

En 2011, le magazine "Finance" faisait partie du prestigieux classement "33 Pepper" - les hommes les plus titrés de moins de 33 ans.
En 2011, Wroblewski était également le principal sponsor de la Ligue VTB: il a versé plus d’un million de dollars à la principale ligue russe de basketball. Il a souvent été vu avec la haute direction de la Ligue VTB, y compris m. Sergei Ivanov, l’un des hommes politiques les plus influents de la Russie.
En 2018, Wroblewski dirige le comité des paiements d'IDACB.com, l'une des plus grandes associations de bitcoins au monde, fondée par 65 États membres, représentants de très haut rang. Le bureau russe de l'IDACB a été créé avec l'aide de M. Herman Klimenko, conseiller Internet du président de la Russie, M. Poutine, qui apparaît fréquemment aux côtés de Wroblewski sur les photos de leurs pages Facebook.

## Vie privée
Il s'est marié avec un producteur Vera Wroblewski, la mère de ses trois enfants.